# Trichotrigona
Trichotrigona é um gênero de abelha sem ferrão presente na América do sul na região da floresta Amazônica. Existem por volta de 500 espécies de abelhas sem ferrão no mundo catalogadas em diversos gêneros diferentes. Muitas espécies ainda não foram descobertas e outras estão passando por revisões para reenquadrá-las como novas espécies ou pertencentes a outros gêneros.
Existem até o momento 2 espécies de Trichotrigona catalogadas, são elas:
| Gênero        | Espécie                   | Nome popular (se tiver)   |
| Trichotrigona | Trichotrigona extranea    | Trichotrigona extranea    |
| Trichotrigona | Trichotrigona camargoiana | Trichotrigona camargoiana |